# Agnes Dürer

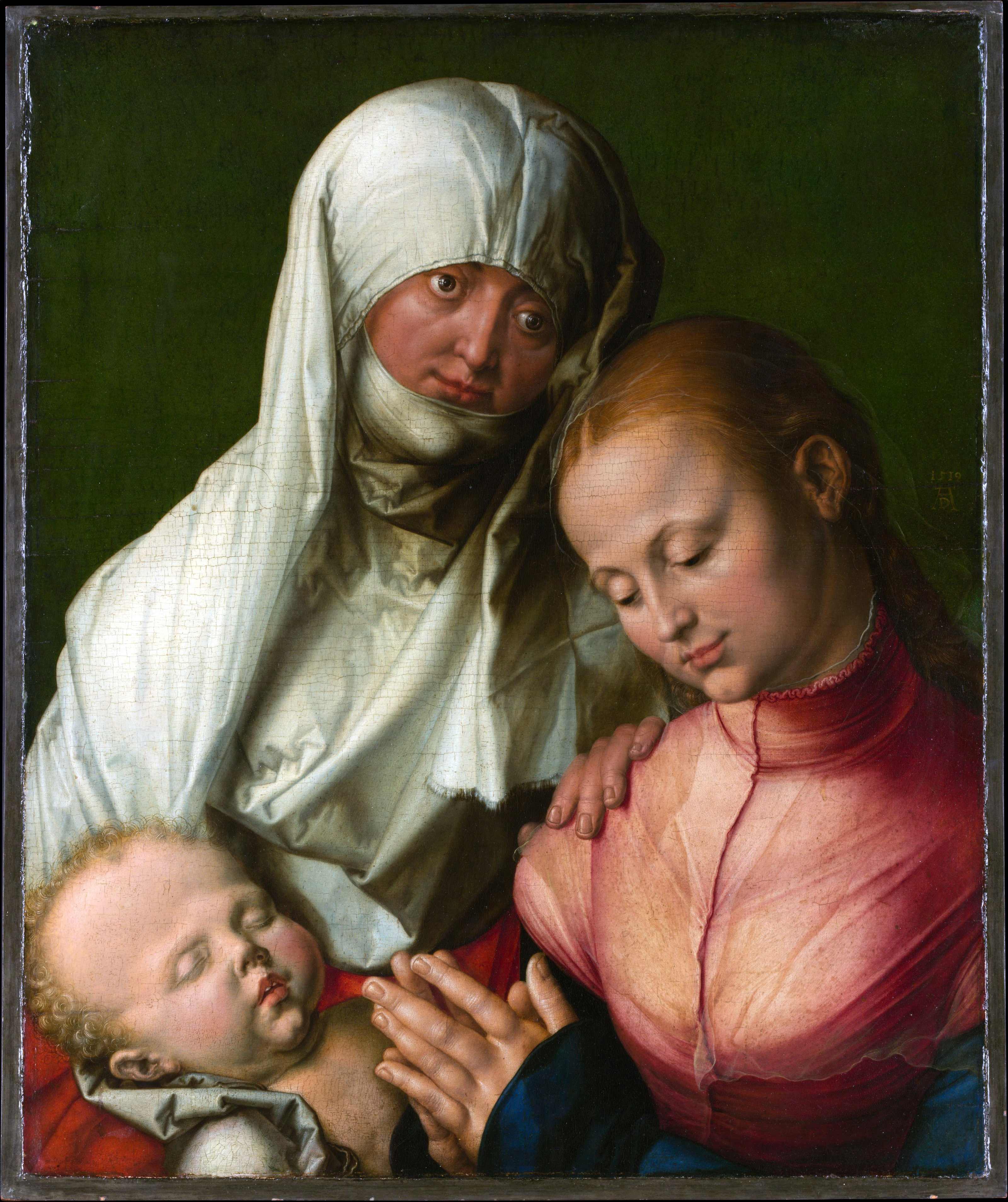
Anna selbdritt: Agnes Dürer war das Vorbild für die Anna (mit Kopftuch), 1519, Metropolitan Museum of Art, New York

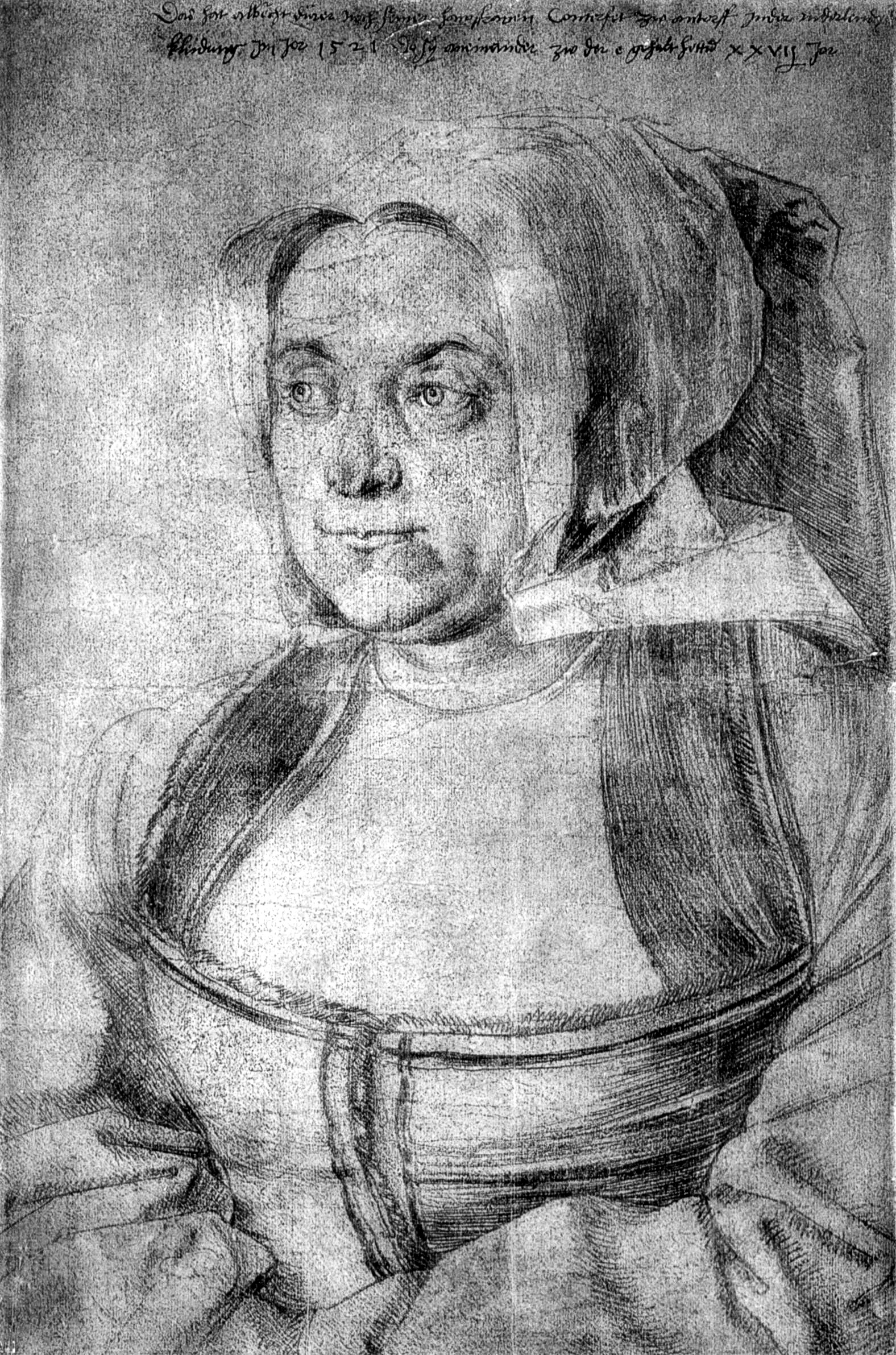
„Agnes Dürerin in niederländischer Tracht“, Zeichnung von Albrecht Dürer 1521

Agnes Dürer geborene Frey (* 1475 in Nürnberg; † 28. Dezember 1539 ebenda) war eine Nürnberger Kunsthändlerin und Ehefrau von Albrecht Dürer. Während ihrer Ehe wurde sie von Dürer mehrfach porträtiert.

## Leben

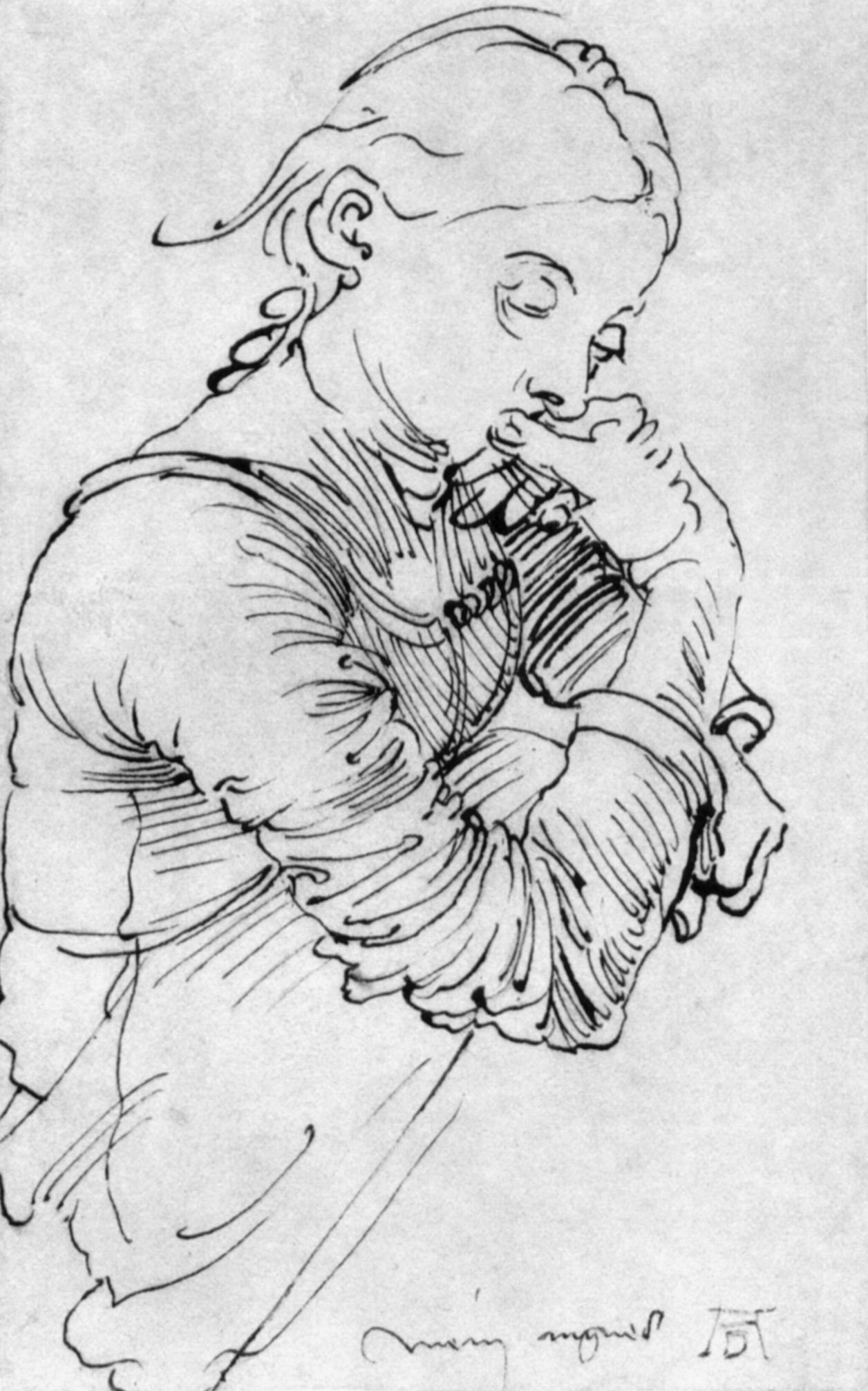
„Mein Agnes“, Zeichnung von Albrecht Dürer 1494

Agnes Dürer war die Tochter des Kupferschmieds und Lautenbauers Hans Frey und seiner Frau Anna, eines Mitglieds der Patrizierfamilie Rummel.
Am 7. Juli 1494 heiratete sie Albrecht Dürer. Der Familienchronik zufolge handelten die Väter die genauen Heiratsbedingungen aus, darunter die Mitgift von 200 Gulden.
Aus dem Jahr 1494 ist eine erste Porträtzeichnung bekannt. Agnes Dürer war insbesondere für die Vermarktung der Drucke ihres Mannes verantwortlich. Sie besuchte regelmäßig Messen, um dort seine Stiche zu verkaufen; normalerweise aber verkaufte sie seine Drucke auf dem Nürnberger Wochenmarkt, wo sie einen Stand neben Obst- und Gemüsehändlern betrieb. Die Teilnahmen an Messen in Leipzig und Frankfurt sind auch dokumentiert. Von einer im September 1505 in Frankfurt besuchten Messe konnte sie erst im Mai 1506 in ihre Heimatstadt zurückkehren, vermutlich, weil in Nürnberg die Pest ausgebrochen war.
Während der zweiten Reise von Albrecht Dürer nach Italien führte sie die Werkstatt. In den Jahren 1520 und 1521 reiste das Ehepaar gemeinsam in die Niederlande. In dieser Zeit entstand das letzte bekannte Porträt zu ihrem 27. Hochzeitstag, zwei Jahre nachdem sie von Dürer als Anna in einer Anna-selbdritt-Darstellung abgebildet wurde.
Ihre Ehe mit Albrecht Dürer blieb kinderlos.
Nach dem Tod ihres Mannes – sie war nach dem Ehevertrag die Alleinerbin – vermarktete Agnes Dürer seine Werke weiter. So bestätigte Kaiser Karl V. im Jahre 1528 ihre Eigentumsrechte an Dürers Buch Von menschlichen Proportionen. In ihrem Testament verfügte Agnes Dürer, dass nach ihrem Tod das von ihrem Mann gestiftete Stipendium für einen Studierenden der Theologie weitergeführt werde. Sie starb 1539 in Nürnberg.